# Nunataki Konstantina Simonova
Nunataki Konstantina Simonova är en nunatak i Antarktis. Den ligger i Västantarktis. Argentina, Chile och Storbritannien gör anspråk på området. Toppen på Nunataki Konstantina Simonova är 1 196 meter över havet, eller 230 meter över den omgivande terrängen. Bredden vid basen är 4,3 km.
Terrängen runt Nunataki Konstantina Simonova är platt söderut, men norrut är den kuperad. Trakten är obefolkad. Det finns inga samhällen i närheten.